# Manuel da Costa Braz
Manuel da Costa Braz (* 4. November 1934 in Pombalinho, Golegã; † 2. Juli 2019 in Lissabon) war ein portugiesischer Armeeoffizier, der in der Zeit nach der Revolution vom 25. April 1974 wichtige politische Rollen innehatte, unter anderem zwischen 1974 und 1975, von 1976 bis 1978 und erneut zwischen 1979 und 1980 als Innenminister. Er fungierte von 1975 bis 1976 als erster Ombudsmann und zwischen 1983 und 1993 als Hochkommissar gegen Korruption.

## Leben
Manuel da Costa Braz absolvierte nach dem Schulbesuch in Leiria, Figueira da Foz und Coimbra eine Offiziersausbildung und diente im Anschluss als Offizier der Artillerie im Heer (Exército Português) und war Absolvent der Militärakademie (Academia Militar) sowie von Generalstabslehrgängen und wurde zuletzt zum Oberst (Coronel) befördert. Er war einer der Offiziere, die an der Vorbereitung der Militärbewegung beteiligt waren, die zur Revolution vom 25. April 1974 führte. In der Zeit unmittelbar nach der Revolution beteiligte er sich aktiv an der Einleitung des politischen Prozesses für den Übergang zum demokratischen Regime und war einer der Verfasser des Programms der Bewegung der Streitkräfte MFA (Movimento das Forças Armadas). Während der Revolutionären Übergangsphase PREC (Processo Revolucionário em Curso) beteiligte er sich im August an der Ausarbeitung des Dokuments der sogenannten „Gruppe der Neun“ (Grupo dos Nove), eine Gruppe von Offizieren der Streitkräfte unter der Führung von Ernesto Melo Antunes, die der gemäßigten MFA angehörte. 
In der Zeit vor der Verabschiedung der Verfassung von 1976 war er in der 1. Provisorischen Regierung (6. Mai bis 17. Juli 1974) zunächst Militäradjutant von Premierminister Vasco Gonçalves sowie im Anschluss in der 2. Provisorischen Regierung (17. Juli bis 30. September 1974) und der 3. Provisorischen Regierung (30. September 1974 bis 12. März 1975) Minister für innere Verwaltung (Ministro da Administração Interna). In diesem Amt war für den komplexen Prozess zur Organisation der ersten Wahl nach dem Ende des sogenannten „Estado Novo“, der von António de Oliveira Salazar gegründeten „ständestaatlich“ orientierten autoritären Diktatur, und zur Einleitung des Wahlprozesses für die Verfassunggebende Versammlung (Assembleia Constituinte). Nach seinem Ausscheiden aus der Regierung fungierte er von Juli bis Dezember 1975 zunächst als Sonderbotschafter im portugiesischen Außenministerium und wurde daraufhin erster Ombudsmann (Provedor de Justiça) und bekleidete das Amt bis zu seiner Ablösung durch José Maria Barbosa de Magalhães Godinho 1976.
Am 23. Juli 1976 übernahm Braz im Kabinett Soares I, der ersten verfassungsgemäßen, frei gewählten Regierung nach der Nelkenrevolution, unter Premierminister Mário Soares abermals das Amt als Innenminister und bekleidete dieses bis zum 23. Januar 1978. Den Posten des Innenministers bekleidete er abermals vom 1. August 1979 bis zum 3. Januar 1980 im Kabinett Lourdes Pintasilgo unter Premierministerin Maria de Lourdes Pintasilgo und war während dieser Zeit als Ministro-Adjunto do Primeiro-ministro auch Vize-Premierminister. Als Innenminister war er maßgeblich an der Organisation der Kommunalwahlen und der Parlamentswahl am 2. Dezember 1979 beteiligt. 
Nach seinem Ausscheiden aus der Regierung fungierte Manuel da Costa Braz von 1979 bis 1981 erst als Verwaltungsdirektor des Wasserkraftwerkes Hidroeléctrica de Cahora Bassa HCB an der Cahora-Bassa-Talsperre in der ehemaligen Kolonie Mosambik sowie im Anschluss zwischen 1981 und 1983 Geschäftsführer des Unternehmens Ilídio Monteiro Construções Lda. Daraufhin übernahm er von 1983 bis 1993 das Amt als Hochkommissar gegen Korruption (Alto-Comissário contra a Corrupção) und war im Anschluss zwischen 1993 und 1999 Vorstandsvorsitzender des Wasserkraftwerkes HCB. 1997 wurde er zudem zum Präsidenten des Nationalen Rates für die Rehabilitation und Integration von Menschen mit Behinderungen (Conselho Nacional para a Reabilitação e Integração das Pessoas com Deficiência) ernannt.
Für seine Verdienste wurde Braz am 3. Juni 1980 zum Ritter des Militärordens von Avis (Ordem Militar de Avis) ernannt. Ferner wurde ihm am 30. Juni 1982 das Großkreuz des Ordens des Infanten Dom Henrique (Ordem do Infante D. Henrique) sowie am 1. Oktober 1985 auch das Großkreuz des Freiheitsordens (Ordem da Liberdade) verliehen. [ 3 ] Am 15. Februar 1989 wurde ihm darüber hinaus im Nachbarland das Großkreuz des Ordens der katholischen Isabella von Spanien (Orden de Isabel la Católica) verliehen. Er starb am 2. Juli 2019 im Alter von 84 Jahren im Hospital da Luz in Lissabon.